# Gustav Gaertner

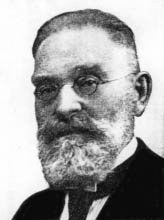
Gustav Gaertner

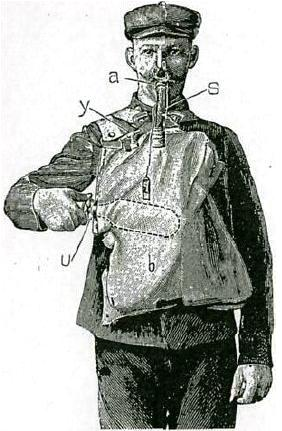
Darstellung des Pneumatophor Walcher-Gaertner, von Waldek, Wagner & Benda hergestellt (1895)

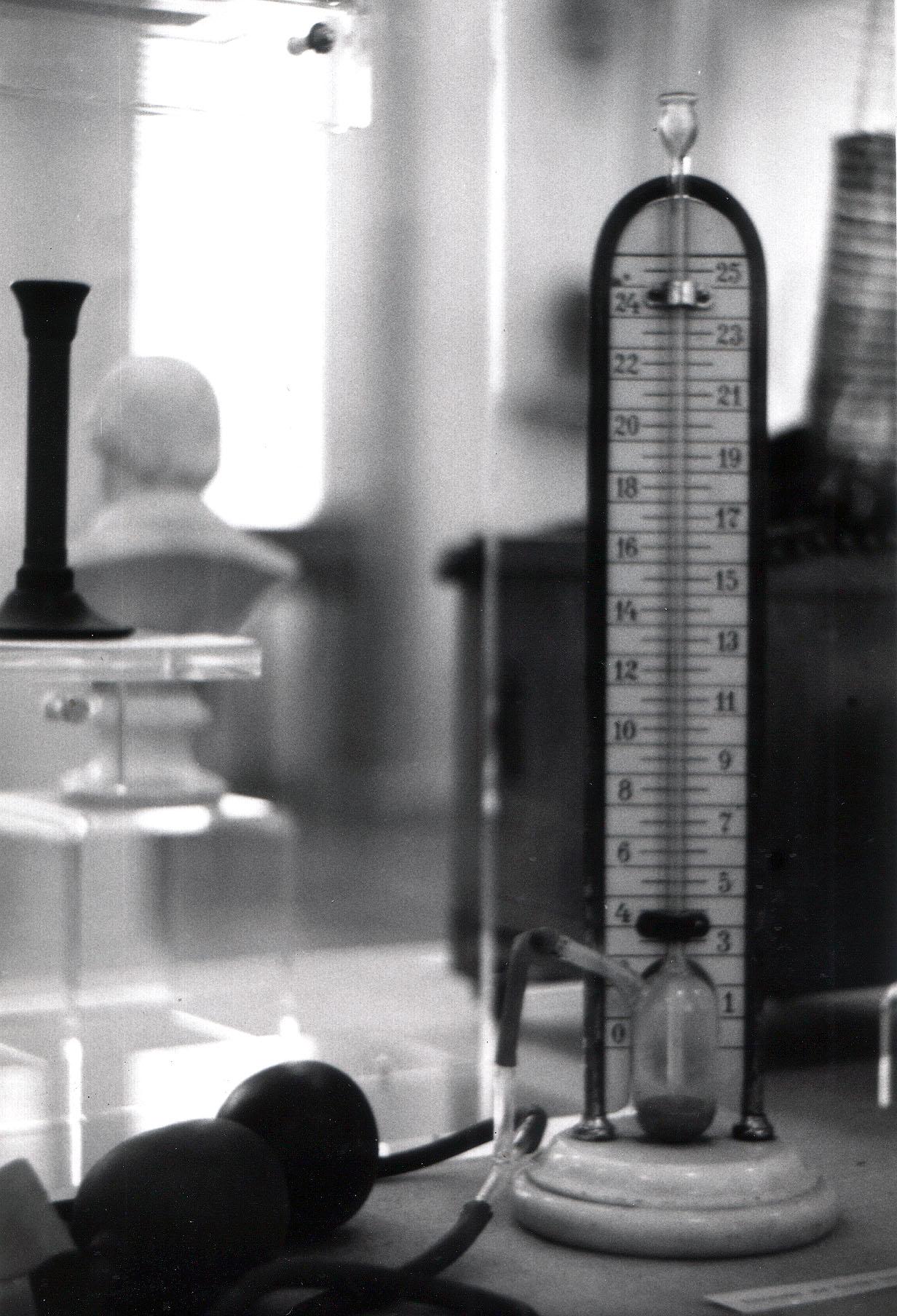
Gaertner-Tonometer (ca. 1900)

Gustav Gaertner (* 28. September 1855 in Pardubitz, Böhmen; † 4. November 1937 in Wien) war ein österreichischer Arzt und Pathologe.

## Familie
Er war ein Sohn des Landwirtes und Destillateurs Alois Gaertner und dessen Frau Josephine (Liebermann). 1897 heiratete er Melanie (Schalek), aus der Ehe stammten eine Tochter (die Bildhauerin Hanna Gaertner) und ein Sohn.

## Ausbildung und Beruf
Er besuchte zunächst das Gymnasium in Königgrätz und ging dann zum Studium der Medizin an die Universität Wien. 1879 schloss er das Studium mit der Promotion ab.
Gaertner arbeitete dann in verschiedenen Abteilungen des Wiener Allgemeinen Krankenhauses und ab 1882 am Institut für allgemeine und experimentelle Pathologie bei Salomon Stricker (1834–1898) als dessen Vorlesungsassistent und realisierte die von Stricker angeregte Einführung der Projektion im Hörsaal als Unterrichtsmittel. Bereits 1884 wurde Gaertner für den Lehrstuhl der experimentellen Pathologie in Innsbruck vorgeschlagen, eine Intrige verhinderte die Berufung. 1885 erlangte er die Dozentur für das Fach der allgemeinen und experimentellen Pathologie und 1890 erhielt er die außerordentliche Professur, arbeitete dann hauptsächlich als praktischer Arzt. Im Jahr 1892 wurde er zum Mitglied der Leopoldina gewählt.
Während des Ersten Weltkrieges meldete er sich freiwillig als Arzt für das Garnisonsspital Grinzing und führte dort eine eigene Abteilung. Erst 1918 erhielt Gaertner eine ordentliche Professur an der Universität Wien.

## Leistung
Gaertner arbeitete im Wesentlichen auf drei Gebieten: experimentell-pathologische Untersuchungen, Ernährungslehre und praktische bzw. wissenschaftliche Apparate.
Zunächst beschäftigte er sich mit der Splanchnikusinnervation der Niere und der Nierensekretion (1880). Es folgten Arbeiten zur Elektrodiagnostik und zur Messung der elektrodermalen Aktivität (1905). Er führte auch Versuche mit intravenösen Infusionen starker Salzlösungen durch (1893), was während der Kriegszeit als Mittel gegen profuse Durchfälle bei Cholera eingesetzt wurde. Darüber hinaus experimentierte er mit der intravenösen Sauerstoffinfusion als therapeutisches Verfahren und regte die Verwendung von Helium oder Wasserstoff für die Dekompression an.
Er wies auf den Füllungszustand der Handrückenvenen als Indikator des rechten Herzvorhofdruckes hin („Gaertner-Zeichen“ 1903) und befasste sich mit der Innervation der Hirngefäße (vermehrter Blutabfluss bei Epilepsie 1887).
Auf dem Gebiet der Ernährungslehre propagierte er die Reduktionsdiät. Über die Erfahrungen mit dem von ihm entwickelten Ergostaten (quantitativ-energetische Messung von körperlicher Arbeit) entwarf er Sollgewichtstabellen. 1898 schlug er zur künstlichen Kinderernährung eine spezielle Fettmilch vor.
Gaertner entwickelte eine große Zahl praktischer bzw. medizinischer Apparate: ein Tonometer zur Blutdruckmessung am Finger (Gärtner-Tonometer 1899), eine Kreiselzentrifuge, eine Hauswaage mit drehbarer Skalenscheibe, ein Pulskontrollgerät für Operationen (Sphygmoskop 1903), einen tragbaren Beatmungsapparat (Pneumatophor 1896, von Waldek, Wagner & Benda hergestellt), ein Klistier mit Doppelgebläse (Pneumoklys), ein Gerät zur Durchgängigkeitsprüfung der Nase (Rhinometer), ein Gerät zur Hämatokritbestimmung (Hämatograph), ein tragbares Duschbad (Ombrophor), das elektrische Zweizellenbad (1889), ein Messgerät für die Blutströmungsgeschwindigkeit (Kaolin-Rheostat 1890), ein Ruderbad für die Hydrotherapie und ein Gerät zur Messung der Schallstärke bei der Auskultation (Stethophonometer).

## Werke
- Ueber einen neuen Blutdruckmesser (Tonometer). Wien Med Wochenschr 49 (1899) 1412
- Die Messung des Drucks im rechten Vorhof. Eine neue klinische Untersuchungsmethode. Münchn Med Wochenschr 50 (1903) 2038, 2080
- Diätetische Entfettungskuren. 1913